# Limnophila theresiae
Limnophila theresiae är en tvåvingeart som beskrevs av Alexander 1945. Limnophila theresiae ingår i släktet Limnophila och familjen småharkrankar. Inga underarter finns listade i Catalogue of Life.